# Danilovka (Oblast' autonoma ebraica)
Danilovka (in lingua russa Даниловка) è un centro abitato dell'Oblast' autonoma ebraica, situato nello Smidovičskij rajon.